# Jackie Robinson
Jack Roosevelt "Jackie" Robinson (Cairo (Georgia), 31 januari 1919 - Stamford (Connecticut), 24 oktober 1972) was een Amerikaanse honkballer. Hij was de eerste Afro-Amerikaanse honkbalspeler in de Major League Baseball.

## Tijd in het leger
Als dienstplichtig militair was Robinson bestemd om uitgezonden te worden naar de slagvelden van de Tweede Wereldoorlog in Europa. Op zes juli 1944 weigerde hij achter in een legerbus te zitten, zoals de blanke buschauffeur hem beval. Dit was destijds in de zuidelijke staten een strafbaar feit. Als soldaat wist hij echter dat rassensegregatie in militair vervoer was afgeschaft. Robinson kon blijven zitten en kreeg bijval van zijn meerdere, Paul Levern Bates (1908 – 1995), maar werd na een officiële klacht van de buschauffeur alsnog voor de krijgsraad gedaagd. krijgsraad gedaagd. Hij won de zaak en werd eervol ontslagen. Activisme tegen de wet voor gescheiden zitplaatsen in bussen is in 1955 beroemd geworden dankzij Claudette Colvin en Rosa Parks.

## Honkbalcarrière
In 1884 werden gekleurde Amerikanen verbannen uit de MLB. In 1945 begon Robinsons professionele honkbalcarrière bij de Kansas City Monarchs, die speelden in een van de Negro Leagues. Hij verdiende daar $400 per week. Dit staat gelijk aan ongeveer $6,000 in 2021.
Aan het eind van het seizoen werd hij gecontracteerd door de Brooklyn Dodgers, waar hij in het seizoen 1946 speelde in een B-ploeg. Deze eerste gemengde wedstrijd vond plaats op 15 april 1947 bij de Brooklyn Dodgers. In de 10 seizoenen waarin hij actief was, speelde hij in 6 World Series. Daarnaast was hij ook geselecteerd voor 6 opeenvolgende edities van Major League Baseball All-Star Game gedurende de jaren 1949–1954.
Ook won hij de Major League Baseball Rookie of the Year Award in 1947 en de National League Most Valuable Player in 1949. Hij is de eerste zwarte honkballer die deze prijs won.

## Nalatenschap
Jackie Robinson speelde met rugnummer 42. Om hem te eren is zijn rugnummer sinds 1997 ‘retired’ in de MLB. Spelers die toen nog met rugnummer 42 speelden, mochten dat wel blijven doen. Op 22 september 2013 stopte de laatste speler die nog met dat rugnummer speelde: Mariano Rivera van de New York Yankees. Sinds 2007 (60 jaar na Robinsons debuut) dragen alle spelers op 15 april (‘Jackie Robinson day’) rugnummer 42.
Robin DiAngelo gebruikt de eerste gemengde honkbalwedstrijd om te kijken naar de rol van blanke Amerikanen in het tegenwerken van rasongelijkheid in de Verenigde Staten. Robinson wordt vaak genoemd als een wegbereider voor zwarte Amerikaanse atleten en voorvechter van de Afro-Amerikaanse burgerrechtenbeweging. In navertellingen van deze wedstrijd is het populaire discours dat Robinson 'de kleurbarrière brak' (Amerikaans-Engels: 'broke the color barrier'). DiAngelo is kritisch over deze formulering: de segregatie van de maatschappij was zodanig dat de MLB eerst moest besluiten om rassensegregatie in honkbalwedstrijden te beëindigen, waardoor Robinson vervolgens kon deelnemen. DiAngelo noemt dat de politie hem zonder het initiatief van de MLB had kunnen arresteren zodra hij het veld op liep.
Mede doordat Robinson de eerste professionele zwarte honkballer was sinds 1880-1889 is hij een belangrijke representant voor dit moment.

### Films
In 1950 speelde Jackie Robinson zichzelf in een film van Alfred E. Green: The Jackie Robinson Story. In 2013 verscheen 42 van Brian Helgeland, met Chadwick Boseman als Jackie Robinson en Harrison Ford als Branch Rickey, de manager van de Brooklyn Dodgers die Robinson contracteerde.